# Премія НАН України імені В. Я. Юр'єва
Премія імені Юр'єва Василя Яковича — заснована постановою РМ УРСР від 12.06.1964 № 595 та постановою Президії АН УРСР від 17.07.1964 № 188.
Премію присуджує Відділення загальної біології Національної академії наук України за видатні наукові роботи в галузі генетики і створення нових методів акліматизації, високоврожайніших сортів сільськогосподарських культур та високопродуктивних порід тварин.

## Лауреати

### 2016
За працю «Створення на основі сучасних досягнень біотехнології та маркер-допоміжної селекції нових форм сільськогосподарських рослин та азотфіксуючих мікроорганізмів, стійких до несприятливих факторів довкілля»:
- Коцю Сергію Ярославовичу — члену-кореспонденту НАН України, заступнику директора Інституту фізіології рослин і генетики НАН України
- Тищенко Олені Миколаївні — доктору біологічних наук, завідувачу відділу Інституту фізіології рослин і генетики НАН України
- Моргуну Богдану Володимировичу — кандидату біологічних наук, заступнику директора Інституту клітинної біології та генетичної інженерії НАН України[1]

### 1982
- Черевченко Тетяна Михайлівна, к.б.н., Ботанічний сад АН УРСР.

### 1976
- Ремесло Василь Миколайович, академік АН СРСР, д. с.-х. н., директор Миронівського науково-дослідного інституту селекції та насінництва пшениці Київської області.